# Communauté de communes des Foulletons
La Communauté de communes des Foulletons est une ancienne communauté de communes française, située dans le département du Jura et l'arrondissement de Lons-le-Saunier. Elle a fusionné début 2011 avec d'autres intercommunalités en Communauté de communes Bresse-Revermont.

## Composition
Elle regroupait les 4 communes suivantes :
- Fontainebrux
- Larnaud
- Les Repôts
- Ruffey-sur-Seille

## Compétences
- Eau (Traitement, Adduction, Distribution)
- Autres actions environnementales
- Activités sociales
- Création, aménagement, entretien et gestion de zone d'activités industrielle, commerciale, tertiaire, artisanale ou touristique
- Action de développement économique (Soutien des activités industrielles, commerciales ou de l'emploi, Soutien des activités agricoles et forestières...)
- Schéma de cohérence territoriale (SCOT)
- Constitution de réserves foncières
- Création, aménagement, entretien de la voirie
- Tourisme
- Préfiguration et fonctionnement des Pays